# Karolinki (Góry Opawskie)
 Karolinki – grupa malowniczych skał w południowo-środkowej Polsce w Sudetach Wschodnich, w województwie opolskim, w powiecie nyskim, w gminie Głuchołazy, w Górach Opawskich.
Grupa skalna położona w środkowo północnej części Gór Opawskich, na południowym zboczu wzniesienia Krzyżówka, około 0,9 km w kierunku północno-wschodnim od Jarnołtówka.
Grupę tworzy ciąg wyspowo rozmieszczonych odsłonięć skalnych o dość charakterystycznej formie, wyrastających pionowo na długości około 450 m i szerokości około 100 m ze stromego południowego zbocza Krzyżówki powyżej przełomu Złotego Potoku zwanym "Słoneczny Stok". Skały tworzą wspaniałe ambony i wychodnie. Grupa ma przebieg równoleżnikowy, zgodny z biegiem doliny jak i samego Złotego Potoku. Skały pod wieloma względami są wielką osobliwością stanowiąc perełkę Jarnołtówka. Skały zbudowane są głównie z łupków, słabo zmetamorfizowanych piaskowców i mułowców z otoczakami i domieszką żwiru. Łupki, tworzące opisywane skały mają budowę warstwową, którą stanowią warstwy o barwie prawie czarnej i jaśniejsze, zbudowane z kwarcytu. Wietrzenie skał spowodowało powstanie gołoborzy z płytek łupkowych. Warstwy skał zapadają pod kątem stanowiąc fragment fleksury w miejscu dyslokacji, która powstała w wyniku hercyńskich ruchów górotwórczych, wynoszących masyw Gór Opawskich. Skały są jedyną w tym rejonie grupą ostańców przetrwałych z pionowego fragmentu fleksury. Skały objęte są ochroną jako pomnik przyrody nieożywionej.

## Ciekawostki
- Na szczycie jednej ze skał Karolinek rosła przed II wojną światową samotna sosna, obok której rozpalano w Noc Świętojańską ogniska.
- W bliskim otoczeniu skał występuje grzyb okratek australijski, który zachwyca wyglądem przypominającym krwistoczerwoną ośmiornicę. Grzyb przywędrował do Europy z bawełną z Australii i Nowej Zelandii.
- Na pniach dębów porasta chroniony gatunek grzyba o nazwie ozorek dębowy. Nazwa grzyba pochodzi od kształtu języka, a kapelusz po odcięciu przypomina w konsystencji surowe mięso i wydziela krwistoczerwony płyn[1].

### Turystyka
Przez Karolinki prowadzi niebieski szlak turystyczny.
- Pokrzywna - Olszak (453 m n.p.m.) - skały Karolinki - Jarnołtówek - Gwarkowa Perć - Pokrzywna

W kilku miejscach z roztacza się widok na masyw Biskupiej Kopy, "Karliki", Zamkową Górę oraz na przełomową dolinę Złotego Potoku z Jarnołtówkiem i Pokrzywną.